# Bismarcksäule (Rothenburg/Kyffhäuser)

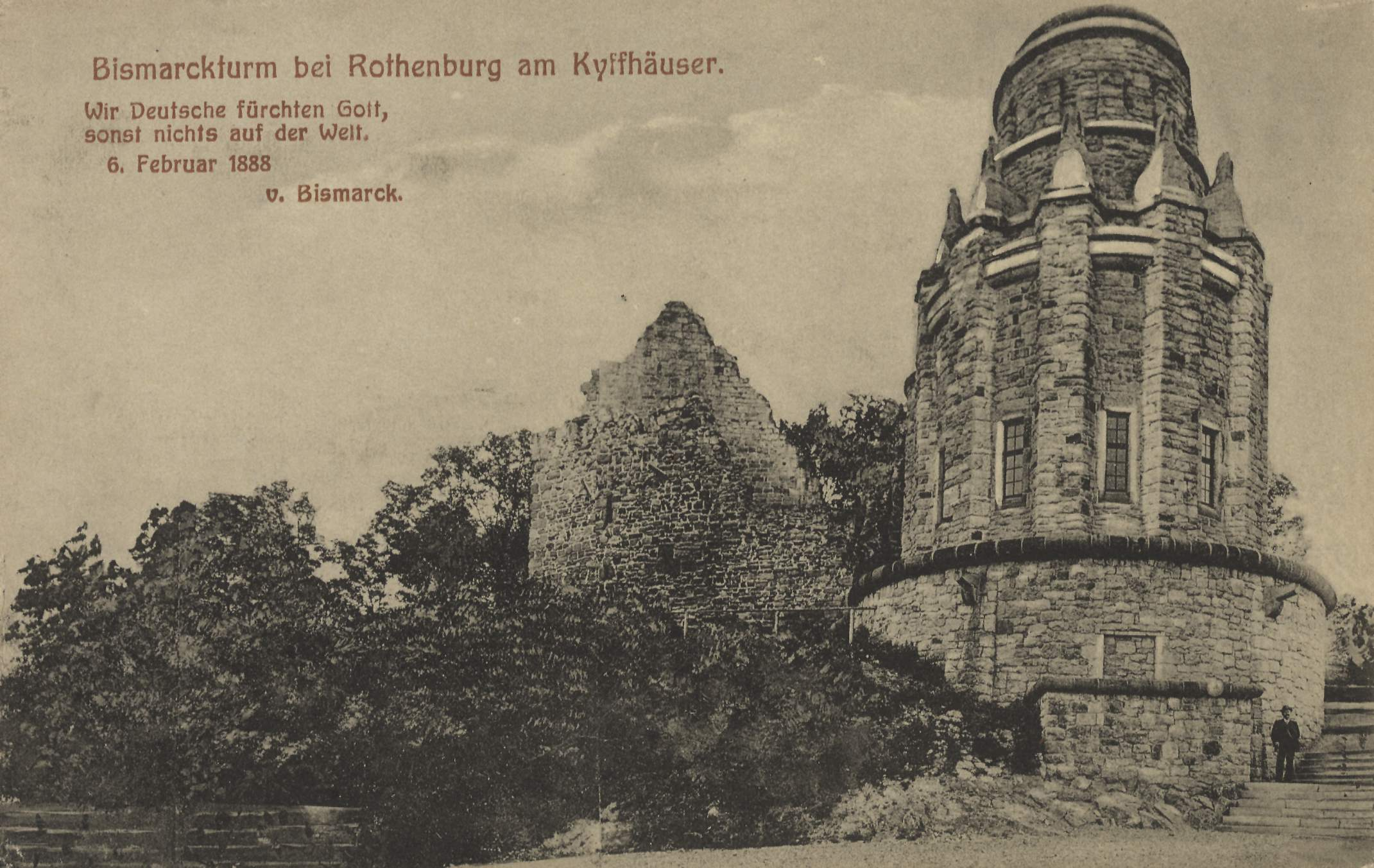
Ansichtskarte (um 1910)

Die Bismarcksäule der Vereine Deutscher Studenten auf der Rothenburg (Kyffhäuser) wurde nach einem Entwurf von Wilhelm Kreis (1873–1955) gebaut. Mit der Bauleitung wurde der Leipziger Architekt Curt Einert (1863–1928) betraut. Der Bau der Bismarcksäule begann im Juni 1906. Sie wurde – vor der Fertigstellung – anlässlich des 25-jährigen Bestehens des Kyffhäuser-Verbandes der Vereine Deutscher Studenten am 5. August 1906 eingeweiht. Der Bau wurde dann im Oktober 1906 beendet. Nach der Fertigstellung der Säule wurden im Innern Fahnen und Wappen der einzelnen Vereine Deutscher Studenten aufgestellt. Die Bismarcksäule erhielt folgende Inschrift: „Dem Andenken Bismarcks geweiht am 5. August 1906 der Kyffhäuserverband der Vereine Deutscher Studenten 1881 – 1906“. Nach der Auflösung des Kyffhäuser-Verbandes 1938 ging die Säule in den Besitz der Hitlerjugend und anschließend in die Hände des Kyffhäuserbundes über.
Heute befindet sie sich unter der Trägerschaft des Kyffhäuserkreises (Kreisstadt Sondershausen). Verwaltet wird die Anlage durch den Kyffhäuser-Fremdenverkehrsverband, dessen Sitz sich in Bad Frankenhausen befindet.
Die Bismarcksäule ist seit 2012 nicht mehr öffentlich zugänglich, da sie sich im Areal der Rothenburg befindet, welche einem Privatbesitzer gehört.